# HD현대인프라코어
HD현대인프라코어(영어: HD Hyundai Infracore)는 건설기계, 디젤 및 가스엔진 등을 생산하는 종합기계회사로 HD현대의 계열사이다.

## 제품
- 건설기계: DEVELON 굴삭기, 휠로더
- 엔진소재: 디젤엔진(건설기계/산업차량/대형버스/대형트럭/선박용), 가스엔진, 소재 (실린더블록,실린더헤드)

## 연혁

### 국영기업
- 1937년 6월: 조선기계제작소 설립
- 1945년 8월: 정부에 귀속
- 1963년 3월: 국영기업체인 한국기계공업(주)로 재발족
- 1964년 11월: 철도차량 사업 시작
- 1966년 3월: 증권거래소에 주식상장
- 1970년 8월: 독일 M.A.N사와 디젤엔진 기술제휴 협약 체결
- 1975년 7월: 한국산업은행 관리 체제에 돌입
- 1975년 8월: 일본 이스즈(ISUZU)사와 기술 제휴

### 대우그룹 산하
- 1976년 2월: 대우실업 주식회사의 경영 참여
- 1976년 10월: 대우그룹 계열사인 대우기계(주)와 합병, 대우중공업 주식회사로 사명 변경
- 1977년 2월: 히다찌(HITACHI)사와 기술 제휴
- 1977년 12월: 서울 지하철 1호선 국산조립 전동차 서울특별시 지하철본부에 납품
- 1978년 2월: 내연기관 연구소 설립
- 1981년 11월: 정밀공업 진흥의 탑 수상
- 1984년 9월: 용접용 로봇 개발
- 1985년 1월: 자체모델 솔라 굴삭기 개발
- 1985년 6월: 항공기(AX) 공장 준공
- 1989년 12월: 소결합금 공장 준공 (인천공장)
- 1992년 10월: 고유모델 전동지게차 장영실상 대상 수상
- 1993년 6월: 자기부상열차(DMV92) 개발
- 1993년 10월: IR52 장영실상 수상
- 1994년 5월: 대전 연구센터 개소
- 1994년 10월: 대우조선공업 주식회사 흡수합병, 대우중공업 조선사업부문으로 재출범
- 1995년 8월: 독일현지법인 DAEWOO BAUMACHINEN GmbH 설립
- 1995년 11월: 대형트럭 신차 발표회
- 1996년 12월: 폴란드 디젤엔진 생산업체 ANDORIA S.A 지분 13% 인수
- 1997년 1월: 초정밀 가공기 개발
- 1998년 1월: 군산 엔진 연구동 준공
- 1998년 4월: 중국 연대공장 지게차 생산라인 구축
- 1998년 9월: 고속전철 객차 조립공장 준공
- 1999년 3월: 대우중공업 내 자동차 사업부문을 대우자동차(주)에 완전 양도
- 1999년 6월: 대우중공업 내 철도차량사업부문을 신설법인 한국철도차량(주)에 현물출자형식으로 양도
- 1999년 7월: 대우중공업 내 항공사업부문을 신설법인 한국항공우주산업(주)에 현물출자형식으로 양도
- 1999년 8월: 대우중공업 외 대우 계열 12개사 기업구조조정을 위한 금융기관 특별협약(워크아웃) 시행
- 2000년 10월: 대우종합기계(주) 설립, 조선부문을 대우조선공업(주)로 분할

### 두산그룹 산하
- 2005년 4월: 두산그룹에 피인수, 두산인프라코어(주)로 사명변경
- 2006년 9월: 중국 지주회사 두산중국투자유한공사(DICI) 설립
- 2006년 10월: 연합캐피탈 인수
- 2007년 1월: 두산메카텍 공작기계사업부문 인수
- 2007년 3월: 美 CTI社 인수
- 2007년 6월: 인도법인(DIID) 설립
- 2007년 7월: 중국 연대유화기계 인수
- 2007년 9월: Doosan Infracore International, Inc.(DII) 설립
- 2007년 11월: 美 Ingersoll Rand사의 Compact Equipment (Bobcat) 사업 등 인수
- 2007년 11월: 무역의 날 20억불 수출탑 수상
- 2008년 9월: 독일 지게차업체 ATL사 인수
- 2008년 10월: 공작기계 연구개발센터 설립
- 2008년 11월: 노르웨이 굴절식 덤프트럭업체 Moxy Engineering AS사 인수
- 2008년 12월 中 건설기계 제조업체인 XCMG 서공그룹(쉬저우집단공정기계유한공사)과 합작회사 설립
- 2009년 1월: 방산BG 부분을 두산DST(현 한화디펜스)로 분할
- 2011년 7월: 산업차량 부분을 두산산업차량로 분할[1]
- 2016년 3월: MBK파트너스에 두산공작기계(주)[2] 매각

### HD현대그룹 산하
- 2021년 9월: 현대중공업그룹에 피인수,현대두산인프라코어(주)로 사명 변경
- 2023년 3월: HD현대인프라코어(주)로 사명 변경
- 2025년 7월: HD건설기계(가칭)로 합병 발표

## 사업
2023년 영업 이익이 26% 증가하였다.

### 대한민국
- Heavy BG 보관됨 2015-06-19 - 웨이백 머신
- 엔진BG 보관됨 2015-06-19 - 웨이백 머신

### 해외 계열사
- Moxy: 노르웨이 Moxy Engineering AS社 인수